# Polycyrtus kattyae
Polycyrtus kattyae är en stekelart som beskrevs av Zuniga 2004. Polycyrtus kattyae ingår i släktet Polycyrtus och familjen brokparasitsteklar. Inga underarter finns listade i Catalogue of Life.